# هانتر (مسلسل 1984)
هانتر (بالإنجليزية: Hunter)‏ هو مسلسل حركة تم إنتاجه في الولايات المتحدة. بدأ عرضه في سنة 1984 على هيئة الإذاعة الوطنية. بلغ عدد مواسم المسلسل 7 مواسم، بلغ عدد حلقاته 153 حلقة، وتبلغ مدة الحلقة الواحدة 48 دقيقة. تم بث المسلسل لأول مرة بتاريخ 18 سبتمبر 1984 بينما تم بث آخر حلقة منه بتاريخ 26 أبريل 1991. من بطولة جون أموس، بروس ديفيسون وجيمس ويتمور.

## روابط خارجية
- هانتر على موقع IMDb (الإنجليزية)
- هانتر على موقع كينوبويسك (الروسية)
- هانتر على موقع ألو سيني (الفرنسية)
- هانتر على موقع قاعدة بيانات الفيلم (الإنجليزية)